# 高田橋久子
高田橋 久子（こうだばし ひさこ、1961年4月4日 - ）は、主に1970年代後期から1980年代初頭頃に活動していた日本の元歌手、元タレント。本名は高田橋 尚子（こうだばし ひさこ）。愛称はチャコ。
ホリプロに所属していた。
なお、高田橋は主に南九州地方に多い名字であるが、父親は鹿児島県出身である。

## 来歴・人物
兵庫県赤穂市生まれ。しかし父親の仕事の関係で転居が続き、中学生時代は京都府で、高校生時代は愛知県豊橋市で暮らす。小学6年生の時に、一年間だけ大阪の児童劇団に在籍していたことがあった。
高校は愛知県立宝陵高等学校衛生看護科に入学。最初は保育士や看護師など人の世話をする仕事をしたいとここに入学した。高校在学中の1977年、第2回ホリプロタレントスカウトキャラバンに出場。本人によると、これに応募したのは母親で、予選の前日までこのことを知らなかったが、母親の押しに負けて出場することにしたという。そしてこれにおいて、あいあい（池田早苗・由美の双子姉妹ユニット）と共に審査員特別賞を受賞し、ホリプロ所属となって芸能界デビュー。翌1978年7月1日、シングル『想い出の指輪』で歌手デビュー。芸能界デビューと共に、高校も堀越高等学校に転校した。シングル4枚、アルバム1枚をリリースするが、歌手活動は1980年代に入る頃には停止、高校卒業後は芸名を「結城 尚子」（ゆうき なおこ）に改名して活動。1980年代中期頃以降の活動は不明。
サイズは身長157cm、B83cm、W59cm、H87cm（1978年当時）。書道5段。体操部に所属していたことがあるため、倒立が得意。元キャンディーズの伊藤蘭ファンだった。一緒に芸能界入りしたあいあいと仲良しだった。

## ディスコグラフィー

### シングル
| 発売日        | レーベル       | 面 | タイトル                 | 作詞       | 作曲     | 編曲   |        |
| ------------- | -------------- | -- | ------------------------ | ---------- | -------- | ------ | ------ |
| 1978年7月1日  | 日本コロムビア | A  | 想い出の指輪             | 笠間ジュン | 佐々木勉 | 若草恵 |        |
| 1978年7月1日  | 日本コロムビア | B  | ひとつになってシルエット | 飯田朗     | 飯田朗   | 若草恵 |        |
| 1978年10月1日 | 日本コロムビア | A  | ハートにタッチ           | 笠間ジュン | 佐々木勉 | 若草恵 |        |
| 1978年10月1日 | 日本コロムビア | B  | ふたつ年上の恋人         | 佐々木勉   | 佐々木勉 | 若草恵 |        |
| 1979年3月1日  | 日本コロムビア | A  | かげろう日記             | 久保田広子 | 榊原正敏 | 井上鑑 |        |
| 1979年3月1日  | 日本コロムビア | B  | しあわせありがとう       | 笠間ジュン | 佐々木勉 | 若草恵 |        |
| 1979年6月1日  | 日本コロムビア | A  | 涙のつづれ糸             | 小坂恭子   | 小坂恭子 | 井上鑑 | 井上鑑 |
| 1979年6月1日  | 日本コロムビア | B  | ひなたぼっこ             | 小坂恭子   | 小坂恭子 | 井上鑑 | 井上鑑 |

### アルバム
「ハートにタッチ」（1978年11月25日／LPAX-7192）
- SIDE A

1. ハートにタッチ
作詞：笠間ジュン／作曲：佐々木勉／編曲：若草恵
2. そよ風の香水
作詞：笠間ジュン／作曲：佐々木勉／編曲：若草恵
3. あなたのすべてを
作詞・作曲：佐々木勉／編曲：若草恵
4. ひとつになってシルエット
作詞・作曲：飯田朗／編曲：若草恵
5. 今はもっと強くあなたを…
作詞・作曲：佐々木勉／編曲：若草恵
6. 想い出まくら
作詞・作曲：小坂恭子／編曲：矢野立美

- SIDE B

1. ギターのように愛されたい
作詞：藤公之介／作曲：佐々木勉／編曲：若草恵
2. 待ちわびてだあれ
作詞：笠間ジュン／作曲：佐々木勉／編曲：若草恵
3. 秋桜[注釈 1]
作詞・作曲：さだまさし／編曲：矢野立美
4. ふたつ年上の恋人
作詞・作曲：佐々木勉／編曲：若草恵
5. 噂もきょうまで
作詞：笠間ジュン／作曲：佐々木勉／編曲：若草恵
6. 思い出の指輪
作詞：笠間ジュン／作曲：佐々木勉／編曲：若草恵

## 出演

### テレビドラマ
- ふしぎ犬トントン （フジテレビ）- ユミねえさん 役、レギュラー
- 鉄道公安官 （テレビ朝日）- 第13話「ひかり10号・報復の激走」ゲスト出演
- 俺んちものがたり! （TBS）- 結城尚子として出演[8]

### テレビその他
- シャープ・スターアクション! （日本テレビ）
- オールスター寒中水泳大会 （フジテレビ）
- ウィークエンド東京 （東京12チャンネル）- 結城尚子として出演[8]
- 3時のおじゃまクイズ （東京12チャンネル → テレビ東京）- 結城尚子として出演[8]
  - など